# Koloměřice
Koloměřice jsou vesnice, část obce Chrášťany v okrese České Budějovice v Jihočeském kraji. Nachází se asi dva kilometry jihovýchodně od Chrášťan. Prochází zde silnice II/105. Je zde evidováno 80 adres. V roce 2011 zde trvale žilo 122 obyvatel.
Koloměřice jsou také název katastrálního území o rozloze 5,3 km².

## Historie
První písemná zmínka o vesnici pochází z roku 1379.

## Obyvatelstvo
| Rok            | 1869 | 1880 | 1890 | 1900 | 1910 | 1921 | 1930 | 1950 | 1961 | 1970 | 1980 | 1991 | 2001 | 2011 | 2021 |
| -------------- | ---- | ---- | ---- | ---- | ---- | ---- | ---- | ---- | ---- | ---- | ---- | ---- | ---- | ---- | ---- |
| Počet obyvatel | 367  | 373  | 390  | 429  | 405  | 382  | 364  | 254  | 232  | 197  | 164  | 152  | 114  | 122  | 123  |
| Počet domů     | 56   | 61   | 67   | 69   | 71   | 73   | 76   | 71   | 63   | 58   | 56   | 76   | 78   | 79   | 78   |

## Obecní správa
Při sčítání lidu v letech 1850–1891 Koloměřice byly osadou obce Chrášťany v okrese Týn nad Vltavou. V letech 1891–1943 byly samostatnou obcí v okrese Týn nad Vltavou. V letech 1943–1945 byly znovu osadou obce Chrášťany, ale v letech 1945–1964 byly uváděny znovu jako obec, se kterým patřily nejprve do okresu Týn nad Vltavou, ale od roku 1960 v okrese České Budějovice. Od 14. června 1964 jsou opět částí obce Chrášťany v okrese České Budějovice.

## Pamětihodnosti a zajímavosti
Ve vsi stojí dvě kaple:
- barokní kaple svaté Barbory se zvoničkou z druhé poloviny 18. století na návsi[10]
- o něco novější kaple, zasvěcená svatému Janu Nepomuckému,[10] se nachází v centru vesnice u Koloměřického potoka. Na přední fasádě má nápis SVATÝ JANE NEPOMUCKÝ ORODUJ ZA NÁS.

Na území vsi je řada křížů, např.: 
- u čp. 36,
- jižně od čp. 38,
- dva severovýchodně od čp. 39,
- naproti čp. 75,
- dva při silnici na Vesce podél zemědělského družstva.

## Další fotografie

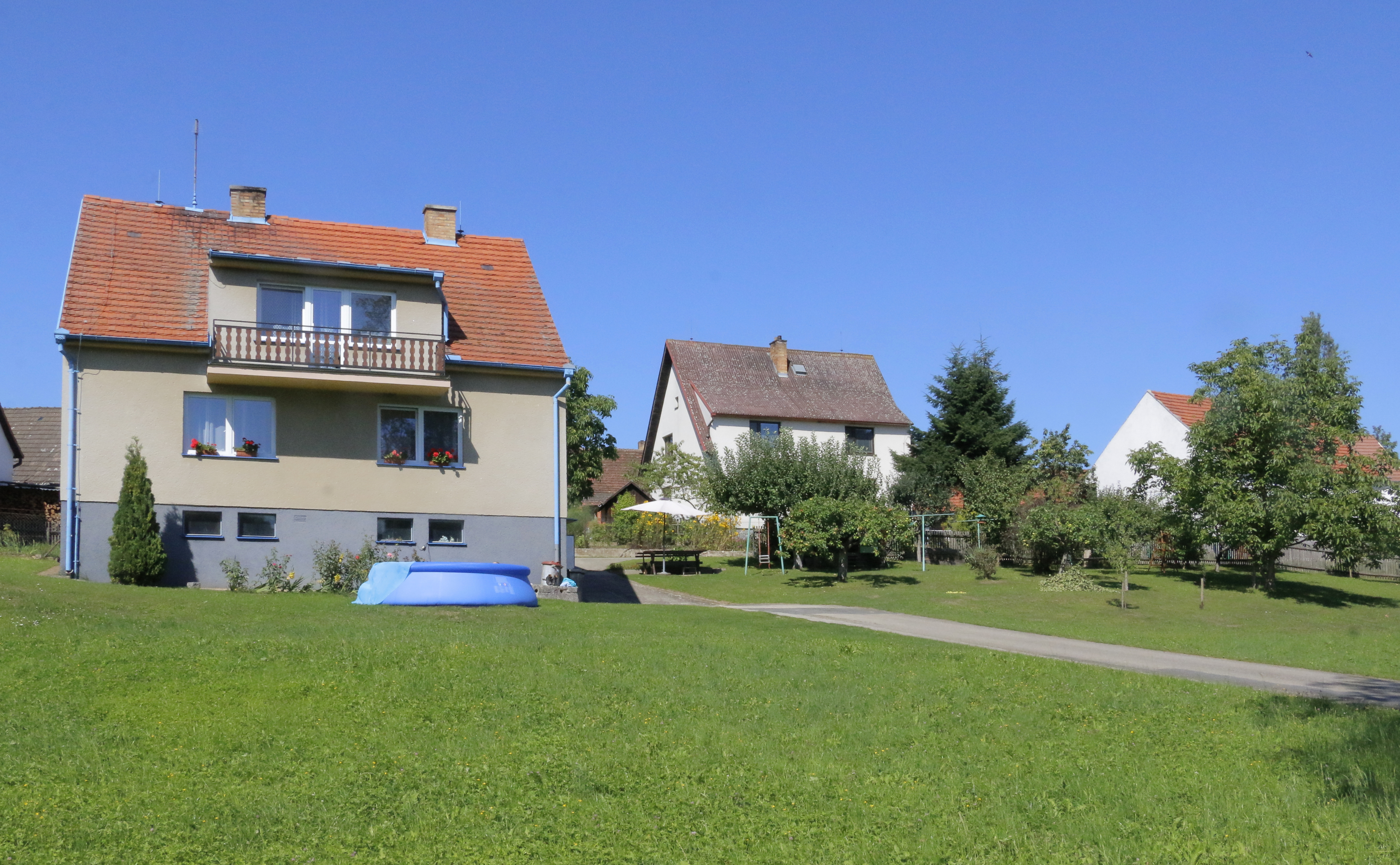
Domky nad návsí
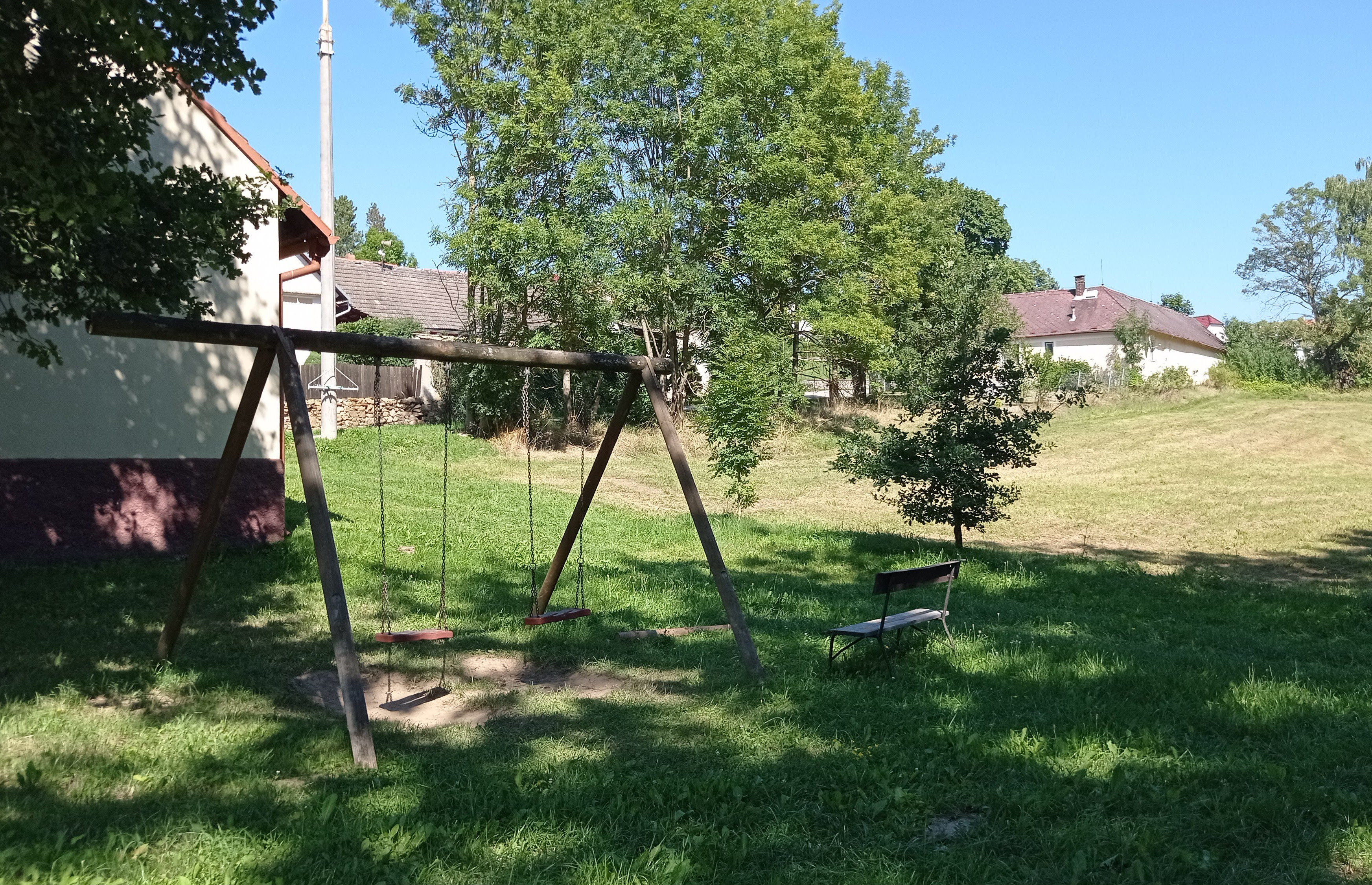
Dětské hřiště
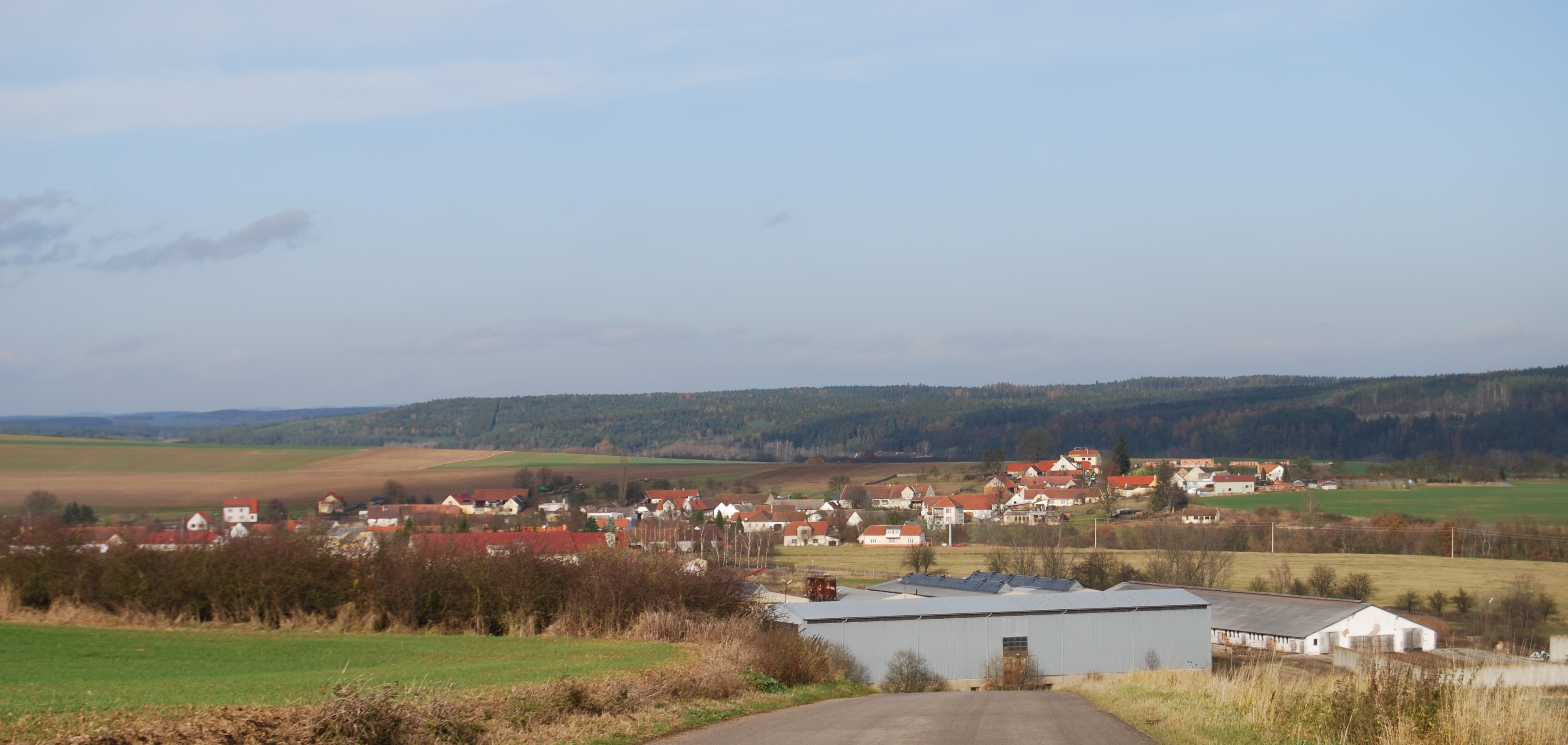
Pohled od jihu
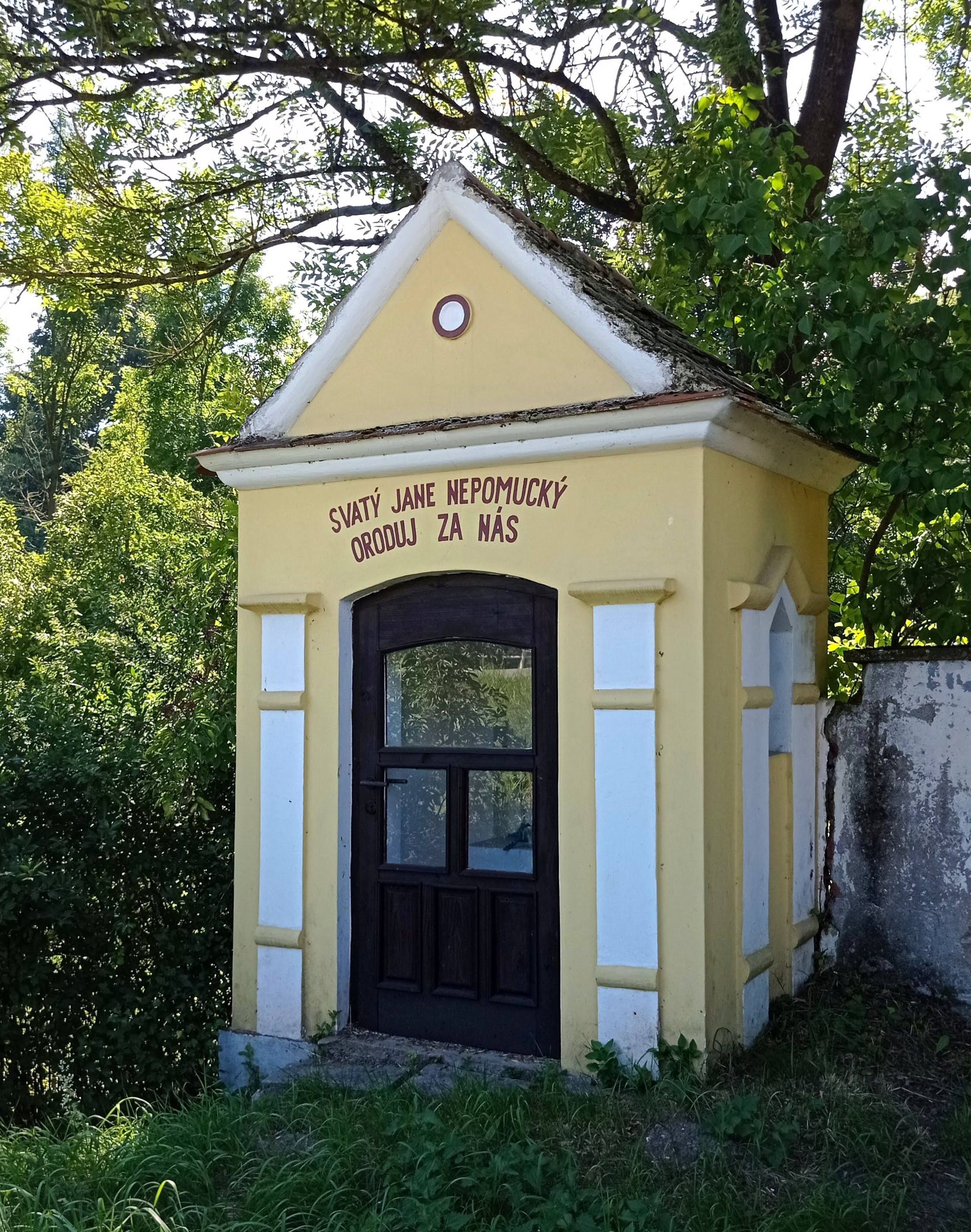
Kaple svatého Jana Napomuckého
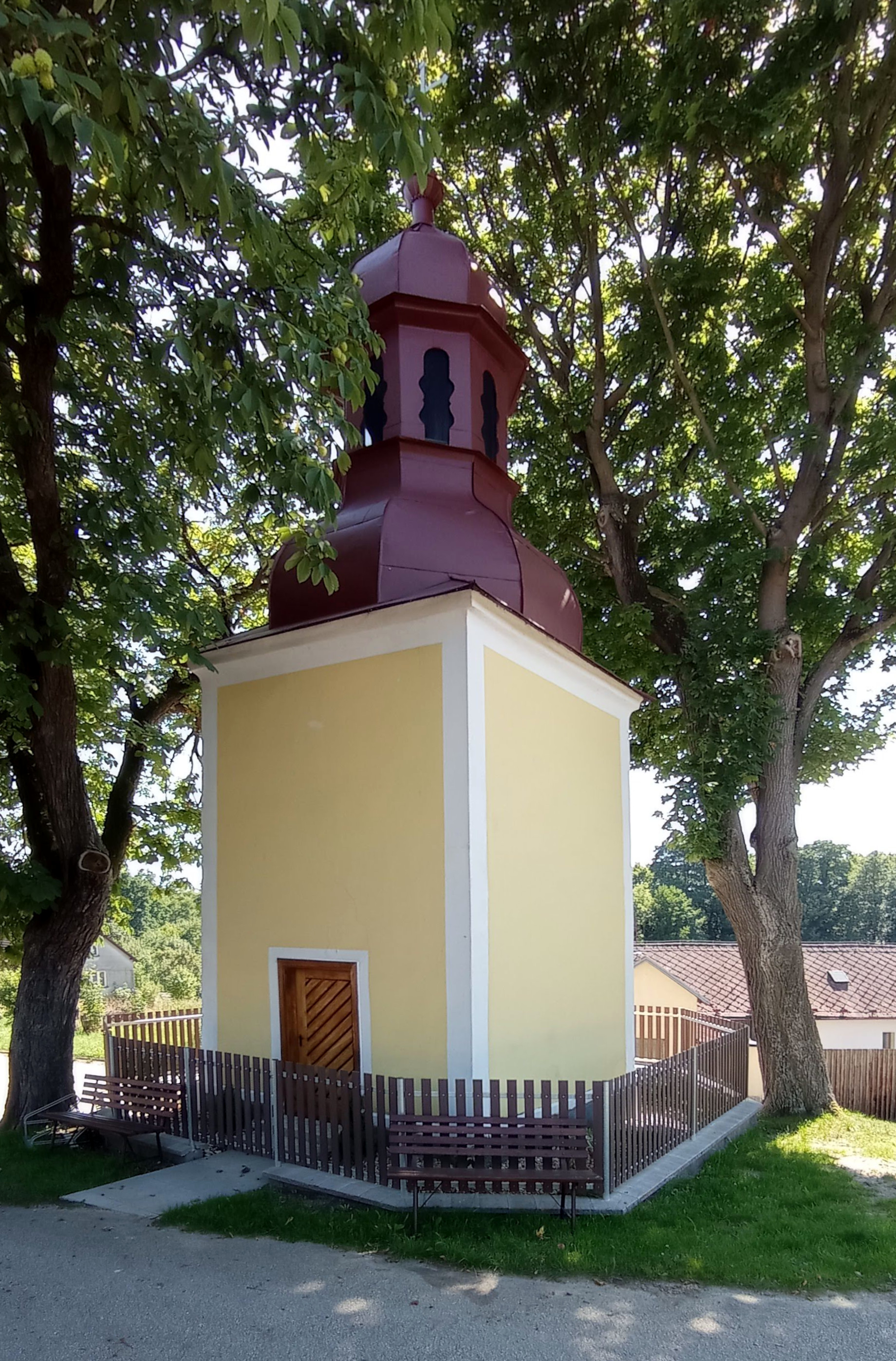
Zvonice